# Gitanes

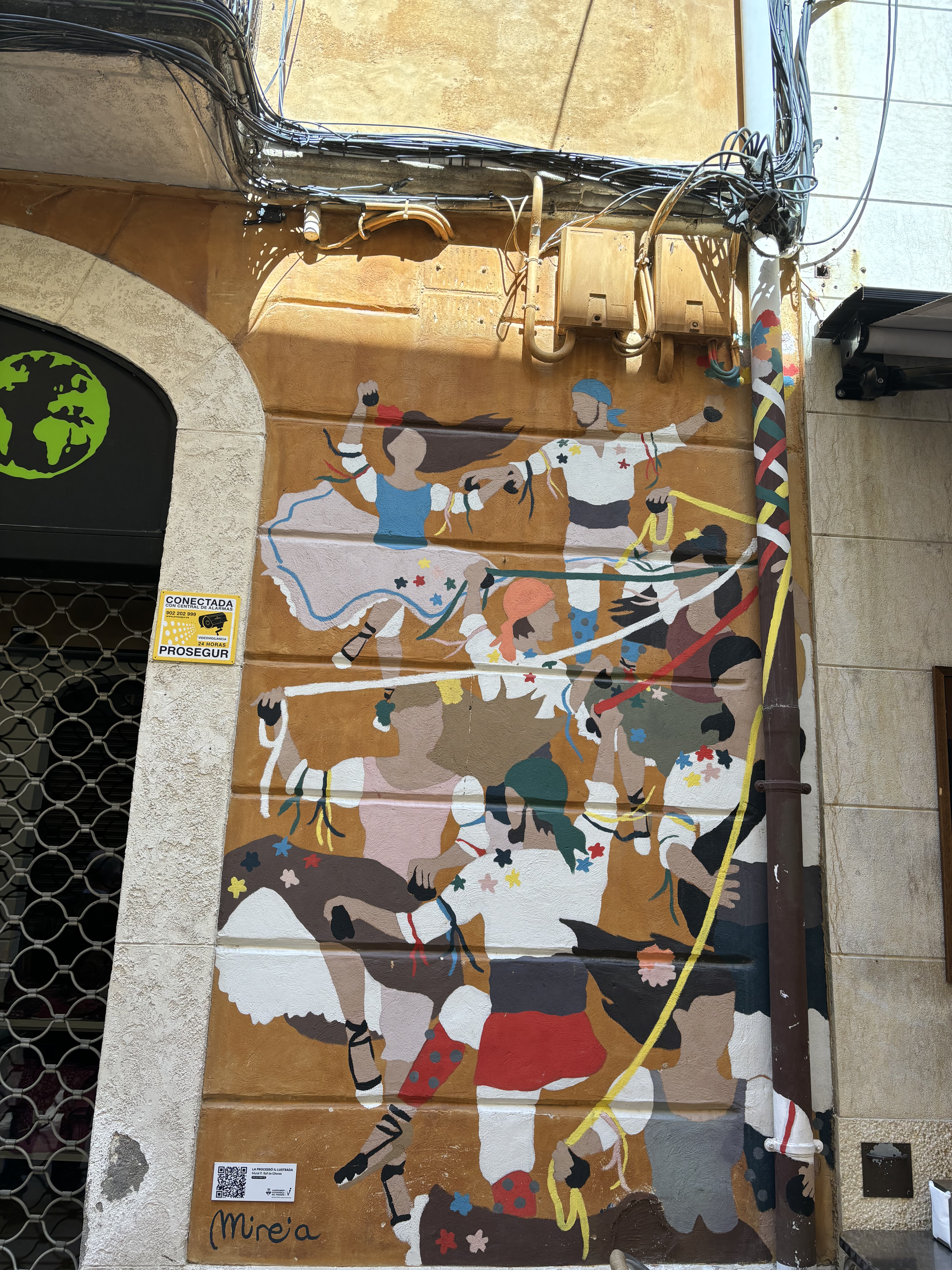
Ancien logo du conditionnement des Gitanes, avant les paquets neutres

Gitanes est une marque de cigarettes produite par la Seita, filiale du groupe Imperial Brands, créée en 1910 en même temps que la marque Gauloises.
En 2014, une partie de sa production est délocalisée en Pologne à la suite de la fermeture de l'usine de la Seita à Nantes.

## Conditionnement
Les premiers paquets des Gitanes ont été dessinés en 1927 par Maurice Giot,. Celui-ci représente des symboles espagnols comme le tambourin, un éventail, et des oranges.
Pendant la Seconde Guerre mondiale, la danseuse gitane incarne la marque, elle et sa large robe sont dessinées par A. Molusson,. Le concept est repris par Max Ponty en 1947,, qui masque partiellement la danseuse dans les volutes de fumées.

## Histoire

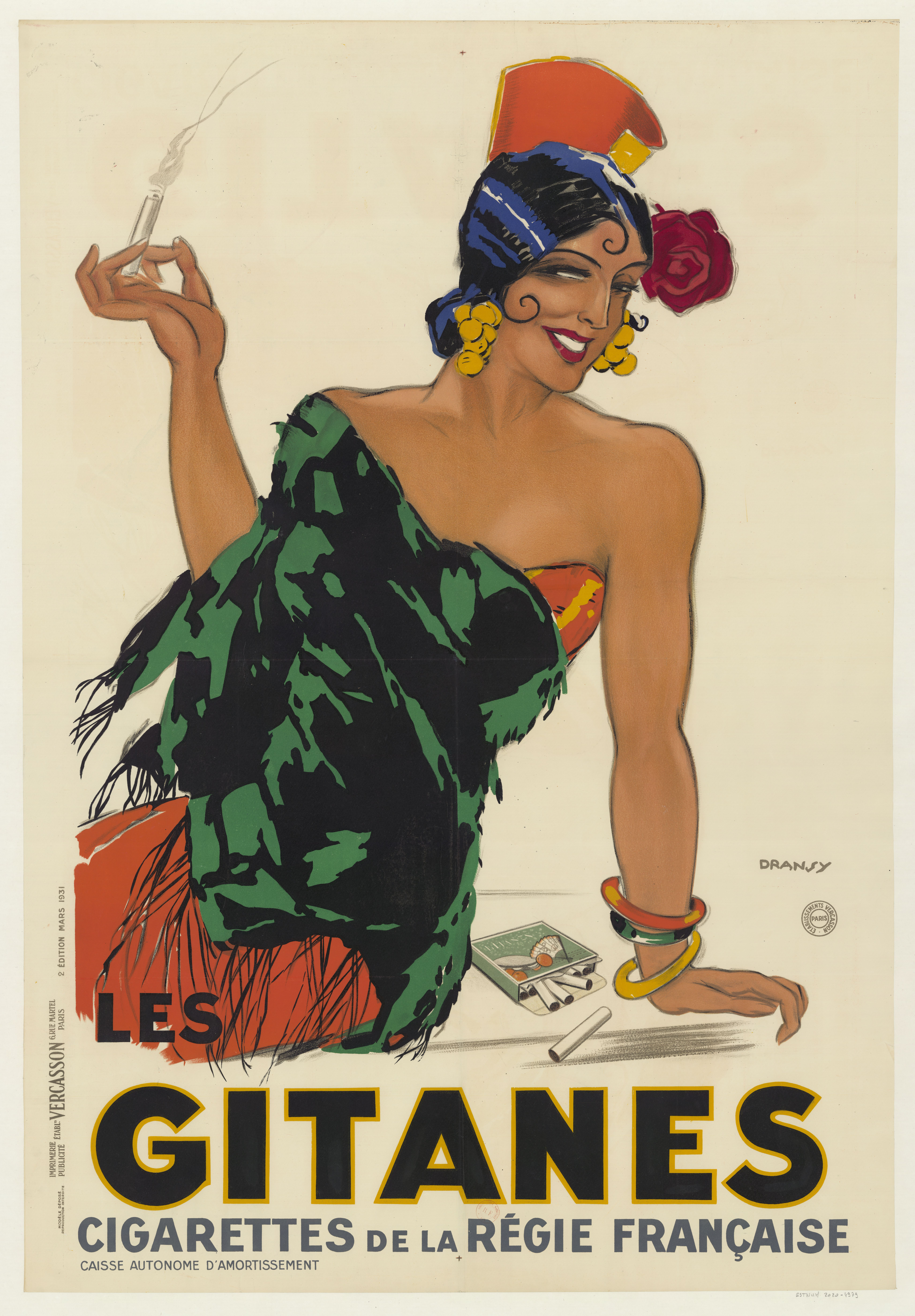
Publicité de 1931.

- 1910 : apparition des Gitanes en trois versions (Gitanes Caporal ordinaire, Gitanes Vizir et Gitanes Maryland)[1].
- 1918 : apparition des Gitanes Maïs : les feuilles sont en papier de maïs, caractérisé par sa couleur jaune et une combustibilité plus faible[9].
- 1956 : apparition des premières Gitanes filtre et retrait des Gitanes Vizir[1].
- 1966 : retrait des Gitanes Maryland[1].
- 1981 (avril) : apparition des versions légères.
- 1986 : la Seita (ancien propriétaire de la marque) lance la première version de Gitanes blondes ; c'est un échec car cela ne correspond pas à l'image de la marque.
- 1988 (janvier) : apparition des versions extra légères.
- 1991 : apparition des Gitanes ultra légères.
- 1990/1991 : lancement simultané de la nouvelle version de blondes avec l'ultra légère. C'est un succès commercial.
- 1999 : fusion de la Seita et du groupe espagnol Tabacalera qui donne naissance à Altadis, producteur actuel des Gitanes.
- 2008 : acquisition par Imperial Tobacco du groupe Altadis pour 16,2 milliards d'euros, la nouvelle production des Gitanes Filtre est désormais assurée en Pologne.
- 2016 : fin de la production des Gitanes Maïs[10].

## Produits de la gamme (en vigueur)
- Gitanes
- Gitanes Filtre
- Gitanes Bleu (filtre)

## Sport automobile

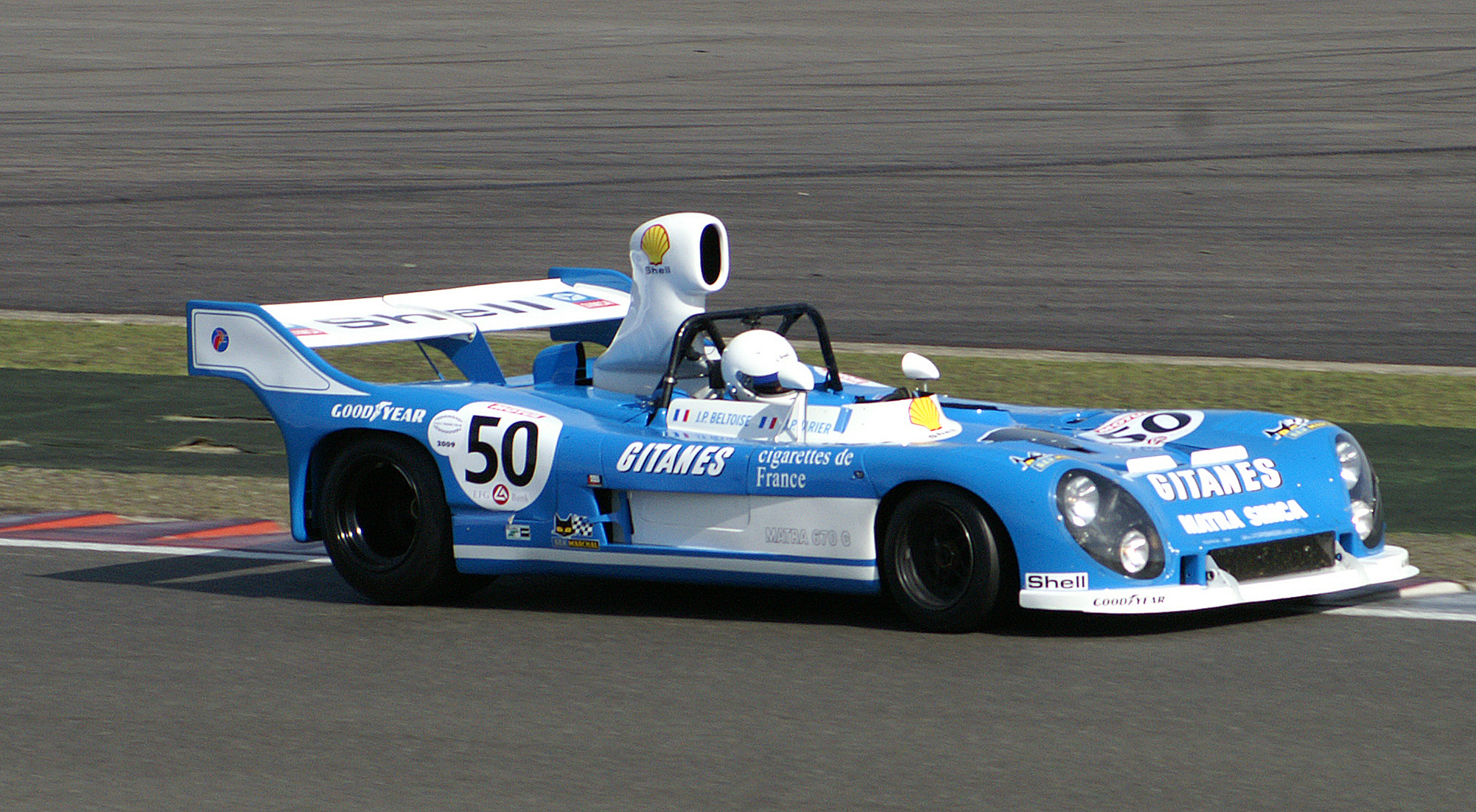
La Matra Simca MS670C de l'équipe Gitanes

Après avoir sponsorisé une Lola aux 24 Heures du Mans 1973, l'équipe Gitanes remporte le Championnat du monde des voitures de sport 1974 avec Matra et sa Matra Simca MS670C comptant neuf victoires pour dix courses au programme : les 24 Heures de Spa, 1 000 km du Nürburgring, 1 000 km d'Imola, 24 Heures du Mans, 1 000 km de Zeltweg, 6 Heures de Watkins Glen, 1 000 km du Castellet, 1 000 km de Brands Hatch, et les 6 Heures de Kyalami ; seuls les 1 000 km de Monza, en ouverture de saison, échappent à la MS670. Gitanes finira à la seconde place de l'édition des 24 Heures du Mans 1975 avec une Ligier JS2, après l'arrêt de Matra.
À partir de la saison 1976, la Seita, avec sa marque Gitanes, sera l'un des principaux sponsors de l'écurie française de Formule 1 Ligier, alors nommée « Équipe Ligier-Gitanes ».  Une grande silhouette gitane était alors représentée sur la haute prise d'air, derrière le pilote.
Gitanes fut également présent en rallye à la fin des années 1970 et au début des années 1980, engageant sous ses couleurs des Alpine puis des Renault.

## Culture populaire
Le chanteur compositeur français Serge Gainsbourg en avait toujours une à la bouche (il fumait entre deux et cinq paquets de Gitanes par jour). Dans sa chanson Dieu fumeur de havanes, qu'il interprète avec Catherine Deneuve, celle-ci lui répond « Tu n'es qu'un fumeur de Gitanes ».
Dans la série « Les Cinq Dernières Minutes », le Commissaire Cabrol ne fume que des Gitanes Maïs.
Le design de la pochette de l'album Shades de l'auteur, compositeur, interprète et guitariste américain J.J. Cale, est directement inspiré du paquet de Gitanes, « Shades » remplaçant « Gitanes ».